# Penelope Hobhouse
Penelope Hobhouse (née le 20 novembre 1929), née Chichester-Clark, est une écrivaine, designer, conférencière et présentatrice de télévision britannique.

## Jeunesse
Née dans une famille anglo-irlandaise à Moyola Park, Castledawson, elle est la fille de James Lenox-Conyngham Chichester-Clark et une sœur de James Chichester-Clark, Premier ministre d'Irlande du Nord de 1969 à 1971, et de Robin Chichester-Clark .
Elle fait ses études au North Foreland Lodge et au Girton College de Cambridge et obtient un BA en économie en 1951 .

## Carrière

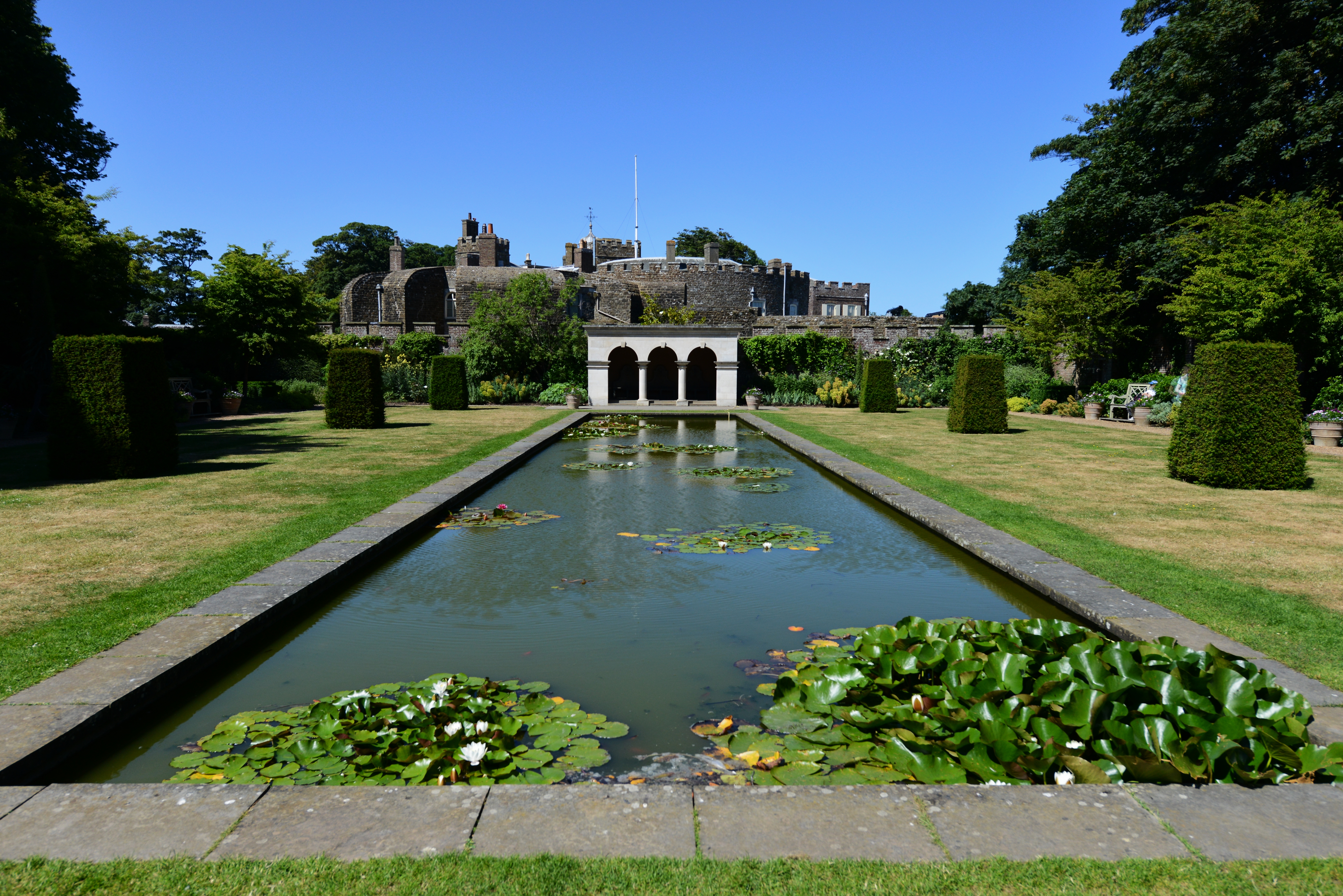
Le jardin de la reine mère au château de Walmer, conçu par Hobhouse en 1997

Hobhouse visite la Toscane et apprend à jardiner par des exemples de jardins de villas toscanes qu'elle a vus; elle devient écrivain et designer de jardin, publiant de nombreux livres sur le sujet. Elle commence à travailler à Hadspen House (en), Somerset jusqu'à son départ en 1979 .
En 1980, elle et son mari, le professeur John Malins, emménagent dans les jardins de Tintinhull . L'ancienne designer du jardin, Phyllis Reiss, aurait eu une forte influence sur Hobhouse. Jusqu'en 1993, elle est responsable des jardins de Tintinhull House également dans le Somerset .
En 1996, elle anime une série télévisée pour Home & Garden Television aux États-Unis . Elle a publié Color in Your Garden, Plants in Garden History, Penelope Hobhouse on Gardening, Penelope Hobhouse's Garden Designset Penelope Hobhouse's Natural Planting.
Elle conçoit de nombreux jardins, dont un jardin pour Elizabeth la reine mère, au château de Walmer (en) dans le Kent, "The Country Garden" pour la Royal Horticultural Society à Wisley, un jardin de style renaissance en Italie, le Upper Walled Garden à Aberglasney, dans le Carmarthenshire , un jardin d'herbes aromatiques pour le jardin botanique de New York  et un jardin pour la créatrice de mode, Jil Sander, en Allemagne. En 1996, elle conçoit un jardin de cottage anglais pour la maison Woodside de Steve Jobs, un ajustement parfait pour l'architecture de style Tudor.
Elle est rédactrice en chef associée du magazine Gardens Illustrated. Elle enseigne à l'Université de l'Essex. Elle vit ensuite à Bettiscombe, Dorset jusqu'en 2008. Elle déménage ensuite en septembre 2008 à Hadspen, où elle commence un nouveau jardin à l'extérieur de ses quartiers qui se trouvent dans la cour.

## Famille
Hobhouse épouse, le 17 mai 1952, Paul Rodbard Hobhouse (décédé en 1994), fils de Sir Arthur Hobhouse (décédé en 1965), de Castle Cary, Somerset ; ce mariage est dissous en 1983 et elle quitte le jardin qu'elle a restauré au siège de Hobhouse, Hadspen, Somerset. Ils ont une fille, Georgina Catherine, et deux fils, Niall Alexander et David Paul. Elle déménage à Tintinhull et rencontre son deuxième mari, John Melville Malins, lors d'une réunion de la Garden History Society  et se marient en 1983, il est décédé en 1992 .
Elle est nommée membre de l'Ordre de l'Empire britannique (MBE) lors de l'anniversaire de 2014 pour ses services au jardinage britannique.
Une variété d'Oenothera porte son nom, appelée Oenothera 'Penelope Hobhouse' .